# فاطمه راکعی
فاطمه راکعی (زادهٔ ۱۳۳۳) سراینده معاصر؛ وی نمایندهٔ مجلس ششم شورای اسلامی، سرپرست پیشین اداره کل بانوان شهرداری تهران و از اعضای جبهه مشارکت ایران اسلامی است.

## زندگی
فاطمه راکعی در سال ۱۳۳۳ در شهر زنجان زاده شد و تا پایان دورهٔ ابتدایی را در زادگاهش سپری کرد و بعد از آن در تهران به ادامهٔ تحصیل پرداخت. او دارای کارشناسی مترجمی زبان و کارشناسی ارشد و دکترای زبان‌شناسی است.

## تحصیلات
- کارشناسی: مترجمی زبان انگلیسی- دانشگاه علامه طباطبایی (مدرسه عالی مترجمی سابق) (۱۳۵۵)
- کارشناسی ارشد: زبان‌شناسی- دانشگاه تهران (۱۳۵۷)
- دکترای زبان‌شناسی - دانشگاه تربیت مدرس (۱۳۷۷)[۱]

## سمت‌ها
از جمله فعالیت‌های راکعی می‌توان به موارد زیر اشاره کرد:
- سرپرست اداره کل بانوان معاونت اجتماعی شهرداری تهران
- مشاورشهردارتهران در امور بانوان
- معاونت پژوهشی دانشگاه الزهرا
- رئیس گروه‌های ادبیات انگلیسی دانشگاه الزهرا
- معاون آموزشی و پژوهشی دانشکده الهیات و ادبیات دانشگاه الزهرا
- معاونت پژوهشی دانشگاه الزهرا
- نمایندهٔ مجلس ششم
- نایب رئیس کمیسیون فرهنگی مجلس
- رئیس مرکز امور زنان و خانواده
- رئیس فراکسیون زنان جبهه مشارکت ایران اسلامی
- مدیرعامل انجمن شاعران ایران
- رئیس هیئت مدیرهٔ دفتر شعر جوان
- عضو هیئت امنای کتابخانه‌های عمومی
- عضو هیئت امنای سینمای کشور فارابی
- عضو هیئت امنای پژوهشگاه فرهنگی، اجتماعی وزارت فرهنگ و آموزش عالی

## دیدگاه‌ها
راکعی از جمله ۱۴۰ هنرمند ایرانی بود که با امضاء طوماری در مورخ ۲۲ خرداد ۱۳۹۲، همراه با سایر اصلاح‌طلبان و اعتدالگرایان، ضمن قدردانی انصراف عارف به نفع روحانی، از نامزدی حسن روحانی در انتخابات ریاست جمهوری ۱۳۹۲ حمایت علنی کرد.

#### زنان خیابان انقلاب: اعتراضات به حجاب اجباری ۱۲ بهمن ۹۶
فاطمه راکعی، دبیرکل حزب اصلاح‌طلبان «جمعیت زنان مسلمان نواندیش» درباره ی «زنان خیابان انقلاب» که اخیراً در خیابان‌های تهران اعتراض‌هایی را برانگیخته‌اند، بیان کرد که این اقدامات نه تنها نمایانگر آرمان‌های زنان فرهیخته نیستند که به آزادی‌های مدنی و حقوق انسانی می‌پردازند، بلکه به نظر می‌رسد که تلاش‌هایی سازمان‌یافته به منظور به سرانجام رساندن اعتراضات اخیر بوده و هدفشان دوباره انزوای زنان است. وی همچنین به دانشجویان و دختران جوان خواسته است که از این نوع جریان‌های سازمان‌یافته که بر انحراف فکر جوانان از تلاش‌های مدنی و اصولی کار می‌کنند، دوری کنند و به حرکاتی که به ارتقای وضعیت اجتماعی و حقوق زنان می‌افزایند، توجه کنند:
- دانشجویان به جریانی که برای انحراف از تلاش‌های مدنی و اصولی تلاش می‌کند، کمک نکنند.

- دختران دبیرستانی حواسشان باشد به این جریان انحراف کمک نکنند، سازمان‌یافته‌های مشکوک با حربه اعتراض به حجاب سراغ زنان آمده‌اند،
- نباید اجازه بدهیم جریان‌های مشکوکی مسایل زنان را در سطحی‌ترین شکل آن خلاصه و بولد کنند.
- زنان و دختران فرهیخته این موضوع را جدی نگیرند و کسانی تصور نکنند که احیانا کار بزرگی در حال وقوع است. خود به خود چنین تحرکاتی خنثی می‌شود.[۴][۵]